# Марі Пантес
Марі́ Панте́с (фр. Marie Panthès; 3 листопада 1871, Одеса — 11 березня 1955, Нью-Йорк) — французько-швейцарська піаністка та викладачка, яка спеціалізувалася на романтичному фортепіано, особливо на інтерпретації творів Фридерика Шопена.

## Життєпис

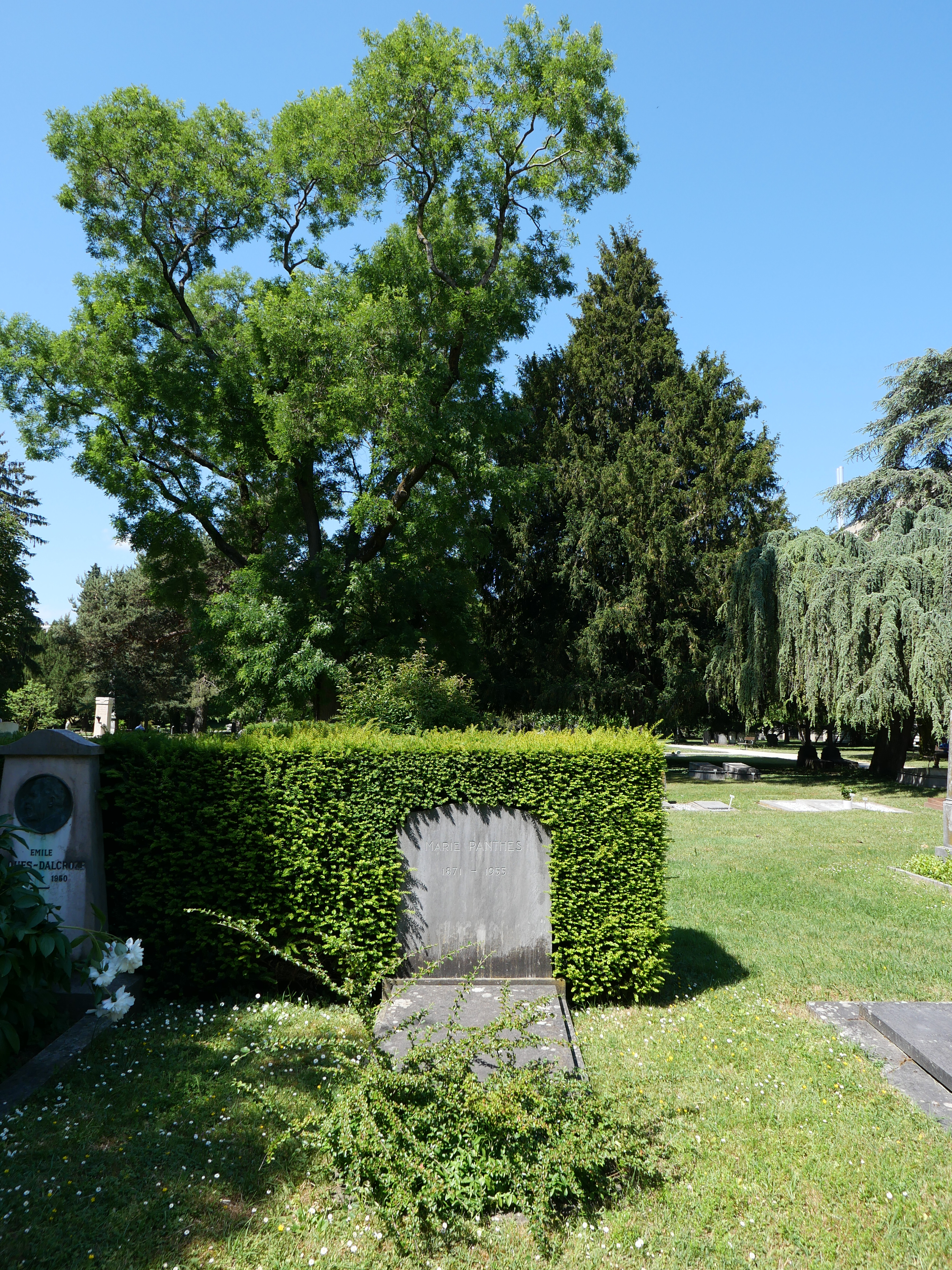
Могила Пантес на Кладовищі королів у Женеві

Марі Пантес народилася 3 листопада 1871 року в Одесі (на той час Російська імперія) у родині французько-польського або французько-російського походження. Її батьками були Маріус Пантес та Луїза Еланскіс.
У віці 14 років вона вступила до Паризької консерваторії, де навчалася в класах Анрі Фіссо та Луїзи-Аглае Массар-Массон. Вже у 1888 році вона здобула першу премію на конкурсі консерваторії.
Як піаністка, Марі Пантес швидко здобула визнання. У 1897 році вона гастролювала зі скрипалем Олександром Печниковим, а згодом здійснила численні концертні тури Європою, виступаючи в Німеччині, Австрії, Нідерландах, Франції, Великій Британії та Швейцарії. Особливого визнання набули її інтерпретації творів Фридерика Шопена. 2 листопада 1916 року в Женеві разом із віолончелістом Роже Штейнмецем уперше виконала «Шість античних епіграфів» для двох фортепіано Клода Дебюссі.
У 1904 році вона розпочала викладацьку діяльність як професорка фортепіано в Женевській консерваторії. У 1917 році вона залишила цю посаду через розбіжності в поглядах з керівництвом консерваторії та переїхала до Лозанни разом зі своїм другим чоловіком, скрипалем Морісом Дар'є. У 1931 році вона повернулася до Женеви і викладала в консерваторії ще двадцять років, до 1951 року.
У 1951 році вона припинила викладацьку діяльність через меланому. Її останній публічний концерт відбувся наприкінці 1953 року. У 1954 році вона поїхала на лікування до онколога в Нью-Йорк, де й померла 11 березня 1955 року у 83-річному віці. Її могила знаходиться на Кладовищі королів у Женеві.
Серед її видатних учнів були Жульєн-Франсуа Збінден, Джонні Обер, Ізабель Неф та Маргаріт Ресген-Шампіон.

## Особисте життя
У 1899 році в Парижі Марі Пантес одружилася з Северіном Кутнером, банківським службовцем з Польщі, від якого мала доньку. У 1917 році вони розлучилися. Її другим чоловіком був скрипаль та диригент Ж. С. Моріс Дар'є (1879–1932).

## Подальше читання
- Оскар Томпсон (ред.), Ніколас Слонімський (ред.): Міжнародна циклопедія музики та музикантів, 4-е видання, Dodd, Mead & Company, Нью-Йорк 1946
- (нім.) Артур Іглфілд-Халл (ред.) і Альфред Ейнштейн (переклад і адаптація): «Panthès, Marie», у Das Neue Musik-Lexikon. Nach dem Словник сучасної музики та музикантів . Max Hesses Verlag, Berlin 1926, p. 477 . ( Онлайн )
- (нім.) Гюго Ріман : «Panthès, Marie», в Riemann Musiklexikon, 11-е видання, Max Hesses Verlag, Berlin 1929, p. 1339 . ( Онлайн )